# Paleoclimatologie

Paleoclimatologia este studiul schimbării climei de-a lungul întregii istorii a pământului. Se folosește de datele extrase din ghețari, inele de creștere ale copacilor, sedimente și roci pentru a determina stările anterioare ale climei terestre.

## Metodele paleoclimatologiei
Paleoclimatologii folosesc o varietate de strategii pentru a ajunge la teorii și concluzii finale.
GhețariiGhețarii și banchizele polare sunt o sursă foarte utilizată pentru extragerea datelor privind stările anterioare ale atmosferei terestre. Proiecte recente de forare în gheață desfășurate în Groenlanda și Antarctica au dezvăluit date privind starea climei de acum câteva sute de mii de ani - peste 800,000 de ani în cazul proiectului EPICA.
- În interiorul acestor straturi oamenii de știință au găsit polen pe baza căruia au putut estima numărul plantelor apărute în acel an. Grosimea stratului poate servi la determinarea cantității de precipitații din anul respectiv. Anumite straturi conțin cenușă provenită de la erupții vulcanice.

- Aerul prins odată cu zăpada căzută devine încet încapsulat în bule de aer pe măsură ce zăpada este comprimată de straturi noi depuse în anii următori și transformată progresiv în gheață. Aceste bule de aer s-au dovedit a fi o sursa deosebit de valoroasă pentru măsurarea directă a compoziției aerului provenind din perioada în care stratul respectiv a luat naștere.

- Pentru că ratele de evaporare a moleculelor de apa cu izotopi mai grei de hidrogen și oxigen sunt ușor diferite în timpul perioadelor calde sau reci, schimbările în temperatura medie a suprafeței oceanului sunt memorate prin schimbarea raportului dintre acei izotopi. Au fost descoperite mai multe cicluri în variația raportului acestor izotopi.

Dendroclimatologia - știința extragerii informației climatice din inelele de creștere ale copacilor. Inele copacilor existenți foarte bătrâni oferă informații privind secolele recente, mergând înapoi în cazul unor specii chiar câteva milenii. Lemnul vechi care a scăpat degradării extinde timpul acoperit prin identificarea variațiilor care se potrivesc cu inelele având vârsta cunoscută a unor copaci actuali. Copacii pietrificați oferă paleoclimatologiei date care conturează detalii privind porțiuni relativ scurte ale unor perioade îndepărtate. Fosilele sunt datate prin datare radioactivă, marginea de eroare fiind destul de mare. Inele pot oferi anumite informații privind precipitațiile și temperatura din acea epocă.
Pentru o analiză a unei perioade mai îndelungate, geologii extrag informații din straturile sedimentare.
Conținutul sedimentar
Sedimentele, uneori pietrificate, pot conține în unele cazuri rămășițe vegetale, animale, plancton sau polen, care pot fi atribuite unei zone climatice specifice.
Moleculele de biomarcaj precum alkenonele pot dezvălui detalii privind temperatura lor de formare.
Caracteristicile chimice, în special raportul Mg/Ca al calcitei in testele făcute asupra foraminiferelor pot fi de asemenea folosite pentru a afla temperatura din perioada în care trăiau organismele respective.
Raporturile izotopilor pot furniza mai multe informații. Mai exact, indicatorul δ18O răspunde schimbărilor în temperatură si in volum al gheții, iar indicatorul δ13C reflectă o serie de factori, care sunt de cele mai multe ori greu de diferențiat.
Facies Sedimentar
De-a lungul unei perioade mai lungi, rocile pot memora urme ale ridicării sau micșorării nivelului mării; mai mult de atât, pot fi identificate formațiuni precum dune de nisip pietrificate. Oamenii de știință pot decoda informații privind clima unor perioade îndepărtate studiind rocile sedimentare mergând înapoi miliarde de ani. Împărțirea istoriei pământului în perioade separate este bazată în mare pe schimbări vizibile ale straturilor de roci sedimentare ceea ce indică modificări majore ale condițiilor de la o perioadă la alta - ceea ce de multe ori reprezintă schimbări climatice majore.
Corali
Inelele coralilor sunt similare inelelor de creștere ale arborilor, exceptând faptul că își schimbă caracteristicile în funcție de alți factori precum temperatura apei și acțiunea valurilor. Din această sursă, cu ajutorul unui anumit echipament, se poate determina temperatura de suprafață și salinitatea apei oceanelor din ultimele secole. Indicatorul δ18O din algele roșii ale coralilor furnizează informații importante privind temperatura apei de suprafață la latitudini superioare - acolo unde majoritatea metodelor tradiționale sunt limitate.
Straturile sedimentare studiate sunt în special cele găsite pe fundul lacurilor și a oceanelor. Diferitele caracteristici ale fosilelor vegetale, animale, ale polenului și ale raporturilor izotopilor conțin informații utile. Studiul polenului, cunoscut ca palinologie, oferă dovezi privind abundența anumitor specii de plante, aceasta fiind un indicator al climei.
Straturile de roci sedimentare conțin o imagine comprimată a climei, datorită faptului că aceste straturi provin din perioade ce se întind de-a lungul a sute de mii sau chiar milioane de ani. Oamenii de știință au obținut o viziune de ansamblu asupra climei pe termen lung studiind rocile sedimentare formate în perioade ce merg miliarde de ani înapoi. Împărțirea istoriei pământului în perioade distincte este bazată în mare pe modificări vizibile în straturile de roci sedimentare care delimitează schimbări majore în condițiile existente pe pământ.